# Pouce de mercure

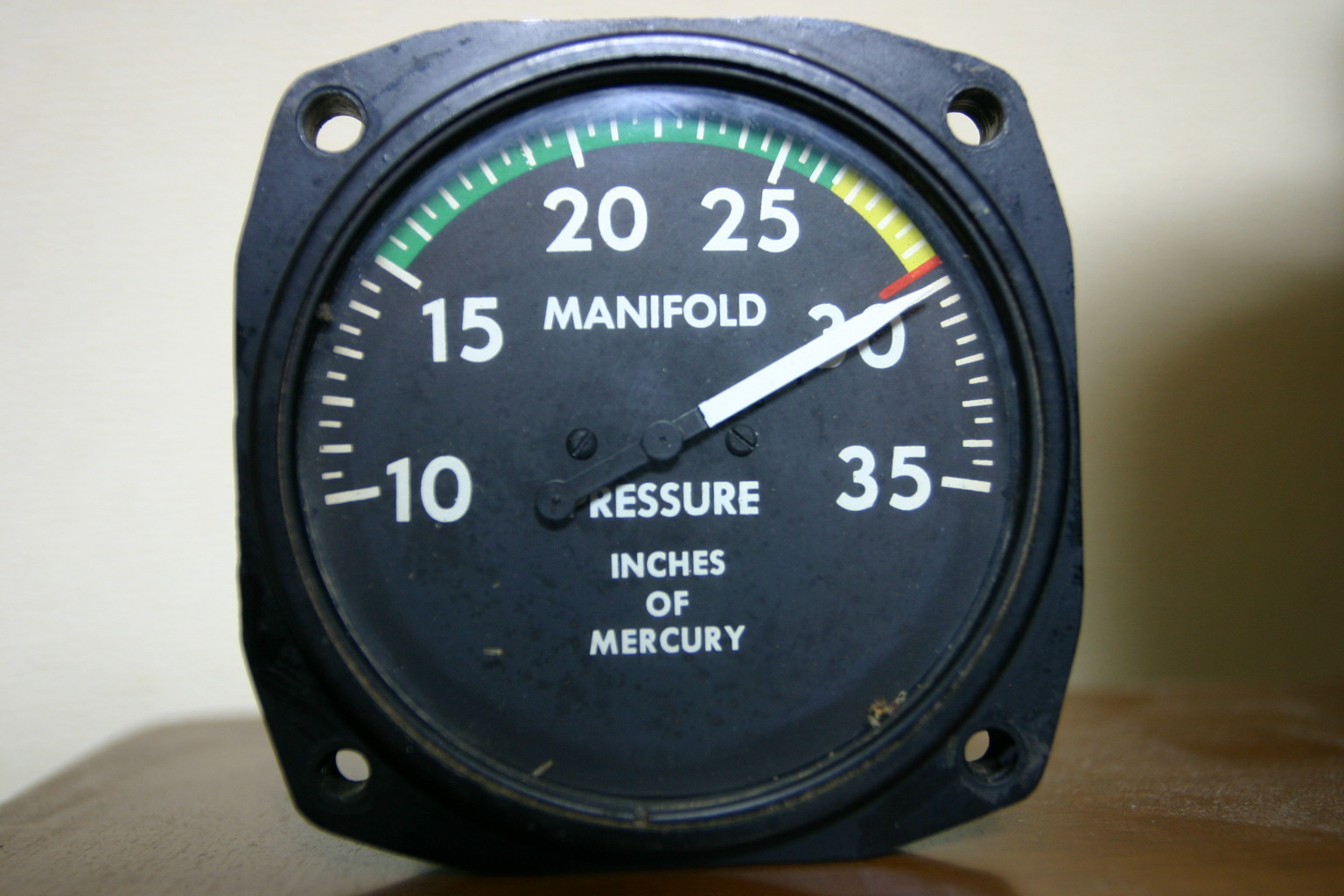
Appareil mesurant en pouces de mercure

Le pouce de mercure, de symbole inHg (de l'anglais inch of mercury) ou "Hg, est une unité de pression encore utilisée en aéronautique (pour exprimer la pression atmosphérique) et aux États-Unis :
1 inHg = 25,4 mmHg = 3 386,389 Pa.
La pression atmosphérique normale a pour valeur 1 atm = 760 mmHg ≈ 29,921 3 inHg.